# Supercopa da CAF de 2019
A Supercopa da CAF de 2019 (oficialmente a Supercopa Total CAF 2019 por motivos de patrocínio) foi a 27ª edição organizada pela Confederação Africana de Futebol (CAF), entre os vencedores das temporadas anteriores. as duas competições de clubes da CAF na temporada, a Liga dos Campeões da CAF e a Copa das Confederações da CAF .

## Equipes

EST x RCA

Estatísticas
| Equipe          | Qualificação                                     | Participação anterior (negrito indica vencedores) |
| --------------- | ------------------------------------------------ | ------------------------------------------------- |
| Espérance       | Vencedor - Liga dos Campeões da CAF de 2018      | 3 ( 1995 , 1999 , 2012 )                          |
| Raja Casablanca | Vencedor - Copa das Confederações da CAF de 2018 | 2 ( 1998 , 2000 )                                 |

## Detalhes da partida
| 29 de março de 2019 | Espérance   | 1 – 2 | Raja Casablanca       | Estádio Al-Gharafa, Ar Rayyan  |
|                     | Belaili 57' |       | Hafidi 22' Banoun 64' | Árbitro: Bamlak Tessema Weyesa |

| Espérance | Raja Casablanca |

Técnicos
- Moïne Chaâbani - EST
- Patrice Carteron - RCA

## Campeão
| Supercopa da CAF de 2019            |
| Marrocos                            |
| ----------------------------------- |
| Raja Casablanca Campeão (2º título) |
| técnico : Patrice Carteron          |